# كأس السوبر الإفريقي 1996
كأس السوبر الأفريقي 1996 هي النسخة الرابعة من البطولة وتوج بها أورلاندو بيراتس الجنوب أفريقي الفائز بكأس أفريقيا للأندية البطلة 1995 على شبيبة القبائل الجزائري الفائز بكأس أفريقيا للأندية أبطال الكؤوس 1995.

## الفرق
أورلاندو بايرتس الفائز بدوري أبطال أفريقيا
 شبيبة القبائل الفائز بكأس الكؤوس الإفريقية

## النتيجة النهائية
أورلاندو بايرتس (1-0)  شبيبة القبائل

## الفائز بالبطولة
(اللقب الأول)